# Serie A 1969 (calcio femminile)
L'edizione 1969 (equivalente al campionato maschile 1968-1969) è stato il secondo campionato italiano di Serie A femminile di calcio organizzato dalla F.I.C.F. (Federazione Italiana Calcio Femminile).

## Campionato F.I.C.F.

### Squadre partecipanti
| Club                           | Rosa     | Città         | Stadio o Campo              | Stagione precedente |
| ------------------------------ | -------- | ------------- | --------------------------- | ------------------- |
| A.C.F. Ambrosiana SNIA         | dettagli | Varedo (MI)   | Campo SNIA Varedo           |                     |
| A.C.F. Cagliari                | dettagli | Cagliari (CA) | Stadio Amsicora             |                     |
| A.C.F. Fiorentina Elettroplaid | dettagli | Firenze (FI)  | Vari                        |                     |
| A.C.F. Genova                  | dettagli | Genova (GE)   | Vari                        |                     |
| A.C.F. Lazio                   | dettagli | Roma (RM)     | Vari                        |                     |
| F.C. Napoli                    | dettagli | Napoli (NA)   | ???                         |                     |
| Piacenza A.C.F.                | dettagli | Travo (PC)    | Vari a Piacenza e provincia |                     |
| A.C.F. Real Torino             | dettagli | Torino (TO)   | Parco Ruffini               |                     |
| A.C.F. Roma                    | dettagli | Roma (RM)     | Campo di Ostia Lido         |                     |
| A.C.F. Sanyo Milano            | dettagli | Milano (MI)   | Campo di ???                |                     |

### Classifica finale
|  | Pos. | Squadra                 | Pt | G  | V  | N | P  | GF | GS | QR    |
|  | ---- | ----------------------- | -- | -- | -- | - | -- | -- | -- | ----- |
|  | 1.   | ACF Roma                | 31 | 18 | 13 | 5 | 0  | 61 | 12 | 5,083 |
|  | 2.   | Genova                  | 31 | 18 | 14 | 3 | 1  | 56 | 9  | 6,222 |
|  | 3.   | Ambrosiana SNIA         | 26 | 18 | 11 | 4 | 3  | 35 | 16 | 2,187 |
|  | 4.   | Real Torino             | 17 | 18 | 5  | 7 | 6  | 27 | 17 | 1,588 |
|  | 5.   | Piacenza                | 17 | 18 | 6  | 5 | 7  | 28 | 22 | 1,272 |
|  | 6.   | Cagliari                | 17 | 18 | 6  | 5 | 7  | 26 | 31 | 0,838 |
|  | 7.   | Fiorentina Elettroplaid | 16 | 18 | 6  | 4 | 8  | 20 | 33 | 0,606 |
|  | 8.   | Napoli                  | 15 | 18 | 3  | 9 | 6  | 19 | 27 | 0,703 |
|  | 9.   | Sanyo Milano            | 8  | 18 | 2  | 4 | 12 | 12 | 49 | 0,244 |
|  | 10.  | Lazio                   | 1  | 18 | 0  | 1 | 17 | 1  | 68 | 0,014 |

Legenda:
      Campione d'Italia.
Note:
Due punti a vittoria, uno a pareggio, zero a sconfitta.
Non erano previste retrocessioni.
A parità di punti valeva il quoziente reti per definire i pari merito.

### Verdetti finali
- Roma Campione d'Italia 1969 (F.I.C.F.).

### Squadra campione
- Adriana Federici, portiere titolare (18 presenze, 5 gol attivi, 9 passivi + 2 autogol);
- Olga Amerini, terzino destro (20, 0);
- Loredana Wödl, terzino sinistro (17, 0);
- Patrizia De Grandis, mediano destro (20, 1);
- Barbara Ostili, mediano (14, 3);
- Lucia Gridelli, centromediano (18, 1);
- Carla Alliegro, mediano sinistro (12, 0);
- Mirella Angeletti, ala destra (20, 9);
- Anna Nati, mezz'ala destra (18, 7);
- Gloria Simonetti, centravanti (19, 8);
- Anna Maria Taddei, mezz'ala sinistra (13, 0);
- Stefania Medri, ala sinistra (17, 24);
- Maria Esposito, secondo portiere (1, -1);
- Rosalba Lonero, ala destra (14, 1);
- Clara Donninelli, mezz'ala destra (8, 0);
- Anna Accaputo, (5, 1);
- Patrizia Scoffone, (3, 0);
- Elena Schiavo, (3, 0).

Allenatore: Nello Ciangola.

### Risultati

#### Calendario
| 1ª giornata |                     |              |
| 4 mag. 1969 |                     | 13 lug. 1969 |
| 1-3         | Cagliari-Roma       | 0-8          |
| 1-0         | Genova-Piacenza     | 5-1          |
| 0-2         | Napoli-Ambrosiana   | 0-1          |
| 1-1         | Real Torino-Firenze | 0-6          |
| 0-4         | Lazio-Milano        | 0-3          |

| 4ª giornata  |                     |             |
| 25 mag. 1969 |                     | 3 ago. 1969 |
| 2-0          | Firenze-Milano      | 1-0         |
| 0-2          | Piacenza-Napoli     | 1-1         |
| 5-3          | Ambrosiana-Cagliari | 2-0         |
| 6-0          | Genova-Lazio        | 3-0         |
| 3-1          | Roma-Real Torino    | 1-1         |

| 7ª giornata  |                   |              |
| 15 giu. 1969 |                   | 14 set. 1969 |
| 1-1          | Ambrosiana-Roma   | 0-0          |
| 7-0          | Genova-Firenze    | 2-1          |
| 1-1          | Napoli-Milano     | 4-1          |
| 0-0          | Piacenza-Cagliari | 0-1          |
| 0-5          | Lazio-Real Torino | 0-5          |

| 2ª giornata  |                    |              |
| 11 mag. 1969 |                    | 20 lug. 1969 |
| 2-0          | Ambrosiana-Real To | 1-0          |
| 0-1          | Firenze-Cagliari   | 0-1          |
| 6-1          | Roma-Milano        | 4-1          |
| 5-0          | Piacenza-Lazio     | 3-0          |
| 6-0          | Genova-Napoli      | 1-1          |

| 5ª giornata  |                      |              |
| 1º giu. 1969 |                      | 31 ago. 1969 |
| 5-0          | Ambrosiana-Lazio     | 2-0          |
| 0-0          | Napoli-Firenze       | 2-2          |
| 1-0          | Piacenza-Milano      | 6-0          |
| 4-0          | Real Torino-Cagliari | 0-1          |
| 2-1          | Roma-Genova          | 1-1          |

| 8ª giornata  |                    |              |
| 22 giu. 1969 |                    | 21 set. 1969 |
| 0-0          | Real Torino-Napoli | 3-0          |
| 2-1          | Firenze-Ambrosiana | 1-3          |
| 3-0          | Cagliari-Lazio     | 4-0          |
| 2-0          | Roma-Piacenza      | 1-1          |
| 0-4          | Milano-Genova      | 0-7          |

| 3ª giornata  |                   |              |
| 18 mag. 1969 |                   | 27 lug. 1969 |
| 1-2          | Cagliari-Genova   | 0-2          |
| 0-3          | Lazio-Firenze     | 0-1          |
| 0-0          | Milano-Ambrosiana | 1-5          |
| 1-3          | Real To-Piacenza  | 1-1          |
| 1-2          | Napoli-Roma       | 0-2          |

| 6ª giornata |                    |             |
| 8 giu. 1969 |                    | 7 set. 1969 |
| 2-2         | Cagliari-Napoli    | 2-2         |
| 0-4         | Lazio-Roma         | 0-10        |
| 2-1         | Genova-Ambrosiana  | 3-0         |
| 0-0         | Milano-Real Torino | 0-3         |
| 1-2         | Firenze-Piacenza   | 2-1         |

| 9ª giornata  |                     |              |
| 29 giu. 1969 |                     | 28 set. 1969 |
| 1-5          | Firenze-Roma        | 1-6          |
| 1-1          | Real Torino-Genova  | 0-2          |
| 1-2          | Piacenza-Ambrosiana | 2-2          |
| 0-1          | Lazio-Napoli        | 1-1          |
| 1-1          | Milano-Cagliari     | 0-5          |

Spareggio-scudetto: all'Ardenza di Livorno, 8 dicembre 1969 ore 14,30: Roma-Genova 0-0
- Roma: Federici; Amerini, Alliegro; De Grandis, Gridelli, Simonetti; Angeletti, Nati, Schiavo, Lonero (59' Ostili), Medri. A disposizione: 12 Scoffone, 13 Wödl. Allenatore: Tamilia.
- Genova: Mignone; Gallione, Massari; Liliana Gerwien, Dasso, Tessadori; Lertora, Maria Grazia Gerwien, Colelli (45' Rosasco), Gaggero, Fabbri. A disposizione: 12 Le Rose, 13 Coli. Allenatore: Ugo Mignone.
- Arbitro: Arturo Longhi di Bergamo.

Ripetizione dello spareggio-scudetto: a Grosseto, 21 dicembre 1969 Roma-Genova 1-0
- Roma: Federici; Amerini, Alliegro; De Grandis, Gridelli, Simonetti; Schiavo, Nati, Lonero, Angeletti, Ostili. A disposizione: 12 Scoffone, 13 Wödl, 14 Accaputo. Allenatore: Tamilia.
- Genova: Mignone; Gallione, Massari (55' Liliana Gerwien); Giambelli, Rosasco, Fabbri; Gaggero, Dasso, Maria Grazia Gerwien, Colelli, Arrighi. A disposizione: 12 Le Rose, 13 Coli. Allenatore: Ugo Mignone.
- Arbitro: Alberto Sicco di Torino.
- Rete: 69' Ostili.

## Campionato U.I.S.P.
Un campionato alternativo fu organizzato sotto l'egida della UISP (Unione Italiana Sport Popolare) da sette società che decisero ancora una volta di non aderire alla F.I.C.F., e fra queste la neo-costituita A.S.C.F. Olimpic Lazio sponsorizzata Zucchet.

### Verdetti
- Bologna C.F.  Campione d'Italia (U.I.S.P.)